# Anoba
Anoba là một chi bướm đêm thuộc họ Erebidae.

## Hình ảnh

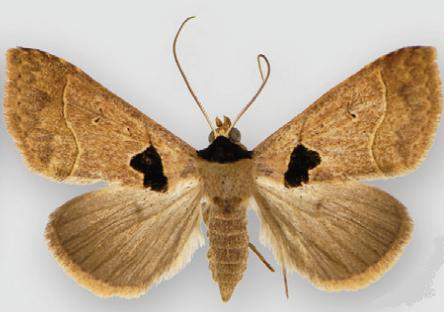

## Các loài tiêu biểu
- Anoba trigonoides Walker, 1858